# مقبرة صيدا الملكية
مقبرة صيدا الملكية (بالإنجليزية:Royal Necropolis of Sidon) ) هي مقبرة ملكية كانت خاصة بدفن جثامين ملوك صيدا الفينيقيين في الفترة الأخمينية، وهي أشهر مقبرة ملكية في صيدا في تلك الفترة. اكتشفت المقبرة لأول مرة في أوائل عام 1877 على يد محمد الشريف أفندي، وكانت عبارة عن بئر عميقة في قعرها غرفة صغيرة خالية تتوسّط غرفاً سبعة تحوي مجتمعةً سبع عشر تابوتاً حجريّاً تنافس بعضها بعضا في الجمال والروعة، تضمنت التوابيت كنوزاً من المقتنيات الأثرية الثمينة التي تعود لملوك صيدا القدماء. كانت التوابيت متنوعة ومصنوعة بأساليب مختلفة، حيث تراوحت أساليب صناعتها بين الأساليب المصرية واليونانية والليسية والفينيقية. تقع المقبرة في لبنان على أطراف مدينة صيدا على ضفاف نهر القملة في الوسطاني، على عمق 35 متراً تحت الأرض، وتبعد عن البحر حوالي 500 متر. ويعود تاريخها إلى العصر الحديدي (500-1200 قبل الميلاد). كان اكتشاف المقبرة لحظة فاصلة في مسيرة عثمان حمدي بيك، الأب المؤسس لعلم الآثار وعلم المتاحف العثماني. وقد كان هذا أهم إنجازاته الأثرية، ورفع مكانته بقوة في المجتمع الأثري الغربي. وكان السبب في بناء المبنى الرئيسي لمتاحف إسطنبول للآثار، الذي أصبح يُعرف باسم "متحف أسار أتيكا". حتى يومنا هذا، تعد توابيت صيدا من المعالم البارزة في المتحف، والذي يظل إلى حد بعيد أكبر متحف من نوعه في تركيا. كان لتوقيت اكتشاف الموقع أهمية سياسية، حيث كانت الإمبراطورية العثمانية قد بدأت للتو في تأكيد نفسها في مجال علم الآثار. كان اكتشاف تابوت أشمون عازر الثاني قبل ثلاثة عقود، وبعثة ارنست رينان اللاحقة إلى فينيقيا، قد أثار حماسة المجتمع العلمي الأوروبي؛ في ظل النظام الجديد، أصبحت صور هذا الاكتشاف متاحة للباحثين الأوروبيين ولكن كان من المقرر الاحتفاظ بالاكتشافات في إسطنبول - واعتبر هذا "فشلًا في الاستحواذ الأوروبي". أظهر الفينيقيون ممارسات جنائزية متنوعة شملت الدفن وحرق الجثث. وبسبب ندرة النقوش المكتوبة حول معتقداتهم في الحياة الآخرة، فإن الأدلة الأثرية تشير إلى أنهم كانوا يؤمنون بالحياة الآخرة المعروفة بدار الخلود. كانت مواقع الدفن في فينيقيا خلال العصر الحديدي، مثل مقبرة صيدا، عادةً ما تقع خارج المستوطنات، وتضمنت أنواعًا مختلفة من المقابر وممارسات الدفن.

## خلفية تاريخية

### الممارسات الجنائزية الفينيقية
برز الفينيقيون كثقافة متميزة على الساحل المشرقي في العصر البرونزي المتأخر ( ق. 1200– ق. 1550 ) باعتبارها إحدى الثقافات التي خلفت الكنعانيين. بالرغم من انهم كانو منظمين في دول مدن مستقلة تشترك في لغة وثقافة وممارسات دينية واحدة، إلا إنه كان لديهم ممارسات جنائزية متنوعة، بما في ذلك الدفن وحرق الجثث. لاحظ العلماء الدارسين للممارسات الجنائزية الفينيقية خلال العصر الحديدي غياب النصوص القديمة التي تصف معتقدات الفينيقيين حول الحياة بعد الموت وطقوسهم الجنائزية. ولكن الاكتشافات المختلفة توفر معلومات تفيد بأن الفينيقيين كانوا يؤمنون بالحياة بعد الموت وخلود الروح. وكان يُشار إلى الحياة الآخرة باسم "دار الخلود"، وكان يُعتقد أن الموتى يستمرون في الحياة بعد الموت أي العيش في العالم السفلي. الاكتشافات الأثرية تكمل السجلات المكتوبة المحدودة؛ كانت مواقع الدفن في فينيقيا خلال العصر الحديدي، عادة ما تقع خارج مناطق التجمعات السكانية. وقد عثر على أنواع مختلفة من المقابر، مثل الحفر الترابية، ومقابر السيست، والمقابر الصخرية، والمقابر المبنية من الحجارة. في ممارسات الدفن يتم دفن المتوفى سليمًا، أو وضعه مباشرة على الأرض، أو وضعه على لوح خشبي أو مقعد، أو داخل تابوت. وأحيانًا كان يحنط المتوفي الأكثر ثراءً ولفه في كفن أو ملابس، وتوضع بجانبه القرابين مثل الطعام والشراب في أوعية فخارية، وتمائم، وأقنعة مصنوعة من مواد مختلفة، وتماثيل من الطين في القبر. كانت الجنازات مصحوبة بالرثاء، كما يشهد على ذلك تابوت النساء الحداد الذي عثر عليه في مقبرة صيدا الملكية، وتابوت أحيرام المكتشف في الجبانة الملكية في جبيل. وكان الحزن يعبر عنه بالبكاء، وضرب الصدر، وتمزيق الثياب. تكثر الأدلة الأثرية على مدافن النخبة الفينيقية في المناطق النائية في صيدا. وتشمل المدافن هذه: في أقبية تحت الأرض، ومنافذ منحوتة في الصخر، ومقابر ذات أعمدة وغرف في صريبتا، وعين الحلوة، وصيدا، ومغارة أبلون، ومعبد أشمون. وتتميز مدافن النخبة الفينيقية باستخدام التوابيت، مع التركيز المستمر على سلامة القبر، ودليل التحنيط، مما يشير إلى التأثير المصري على العادات الجنائزية للنخبة.  النقوش الجنائزية الباقية تستدعي الآلهة للمساعدة في الحصول على البركات، واستحضار اللعنات والمصائب على من يدنس القبر.

### التأثير الهلنستي
كان للثقافة اليونانية تأثير كبير ولكن أقل على الديانة الفينيقية مقارنة بالثقافة المصرية. بدأت الروابط التجارية السلمية بين الفينيقيين واليونانيين في الألفية الثانية قبل الميلاد واستمرت في النمو. أصبح التأثير اليوناني على الثقافة الفينيقية، بما في ذلك الدين والفن، أكثر وضوحًا منذ القرن الخامس قبل الميلاد، حتى عندما كانت فينيقيا تحت الحكم الفارسي. أعجبت النخبة الصيدونية بالفن والعمارة اليونانية، كما يتضح من دمج المشاهد الأسطورية اليونانية في آثارهم. كما قبلوا أيضًا مطابقة آلهتهم مع نظرائهم اليونانيين، مثل أشمون مع أسكليبيوس وأبولو وملقرت مع هيراكليس. بدأت النخبة المتعلمة الفينيقية في تعلم اللغة اليونانية، والتعمق في الأساطير والفلسفة اليونانية. كشفت المقابر الملكية الفينيقية في صيدا في العصر الكلاسيكي عن استخدام الرخام في صناعة التوابيت الشبيهة بالإنسان والتي تحاكي توابيت البازلت المصرية. مثل تابوت تابنيت  هذه التوابيت الشبيهة بالإنسان تدريجيًا وجوهًا واقعية بشكل متزايد بسبب التأثير الهلنستي.

## تاريخ التنقيب

### الاكتشافات السابقة في صيدا
أعطت الاكتشافات المتتالية في القرن التاسع عشر للمقابر في المناطق النائية لصيدا نظرة نادرة على ماضي المدينة. تم بناء بقايا المدينة القديمة من خلال مصفوفة كثيفة من أسواق القرون الوسطى الضيقة والأحياء السكنية المكتظة بالسكان. سجل أول اكتشاف لمقبرة قديمة في صيدا عام 1816 على يد المستكشف الإنجليزي وعالم المصريات ويليام جون بانكس. قام بانكس، الذي كان ضيف المغامر وعالم الآثار البريطاني هيستر ستانهوب، بزيارة المقبرة الشاسعة التي تم اكتشافها بالصدفة عام 1814، في وادي أبو غياس عند بلدتي البرامية والهلالية، شمال شرق صيدا. وقد رسم تخطيطًا لأحد الكهوف القبرصية، وعمل نسخًا دقيقة من لوحاته الجدارية بالألوان المائية، وأزال لوحتين من اللوحات الجدارية وأرسلهما إلى إنجلترا.  في 20 فبراير 1855، أبلغ أنطوان إيمي بيريتي، مستشار القنصلية الفرنسية في بيروت وعالم الآثار الهاوي، من قبل صائد الكنوز ألفونس دوريجيلو، عن اكتشاف أثري في تل صخري مجوف كان معروفًا لدى السكان المحليين باسم مغارة أبلون. كهف أبولو. استغل دوريجيلو غياب القوانين التي تحكم التنقيب الأثري والتصرف في الاكتشافات في ظل الحكم العثماني على لبنان وشارك في الأعمال المربحة المتمثلة في التنقيب عن الآثار والاتجار بها. الآثار. في عهد العثمانيين، كان يكفي إما امتلاك الأرض أو الحصول على إذن المالك للتنقيب. أي اكتشافات ناتجة عن الحفريات تصبح ملكًا للمكتشف. لإجراء الحفريات في موقع الكهف، اشترى دوريجيلو الحق الحصري من مالك الأرض، مفتي صيدا آنذاك مصطفى أفندي.  اكتشف دوريجيلو، الذي يشار إليه باسم "وكيل" بيريتيه في رواية دي لوين، تابوت أشمون عازر الثاني في قبب تحت الأرض وباعه إلى بيريتي.

### الاكتشاف والنقل إلى اسطنبول
في بداية العام 1887، تقدّم ابن صيدا محمد الشريف من السلطات المحليّة بطلب، تمّت الموافقة عليه، للقيام باستخراج حجارة من أرضه التي يملكها في القيّاعة بمحاذاة نهر القملة في الوسطاني (تعرف حالياً ببستان الياس الشيخ). أرض محمد الشريف هذه كانت تتميز بالصخر الكلسي خلافاً لكل ما يحيط بها من بساتين الليمون حيث التربة الغنية الصالحة للزراعة. هذه الطبيعة الصخرية كانت السبب وراءاستغلال محمد لأرضه بتحويلها الى مقلع. وقد كان غائباً عن محمد، بالطبع، ان أسلافه الصيداويين كانوا قد سبقوه الى استغلال هذه الأرض بعينها ولكن بطريقة مغايرة كلّياً!، بعد بدء الأعمال، وفي الثاني من آذار 1887، أسرع محمد الشريف الى قائمقام صيدا في ذلك الوقت، صادق بيه، ليبلّغه عن اكتشافه لبئر عميقة في تلك الأرض وأنها على الأرجح تحوي في قعرها توابيت قديمة. في اليوم الثاني، وصل صادق بيه الى الموقع ليتأكد من صحة المعلومات بنفسه. تطلّب النزول الى قعر البئر استعمال الحبال لمسافة عاموديّة تقارب الخمسة عشر متراً. وعند أسفل الجدار الشرقي للبئر ومن خلال فتحة جانبية، ظهر تابوتان حجريان تكسو أحدهما منحوتات بديعة. عندها تأكّد للقائمقام أنّه على عتبة اكتشاف أثري بالغ الأهمّية، فقام بإبلاغ كل من ناشد باشا وهو الحاكم العام في سوريا حينها، ونصوحي باشا متصرّف بيروت، عن ذلك الإكتشاف العظيم، ووضع الموقع تحت حماية أسعد أفندي، قائد الجندرمة في صيدا.

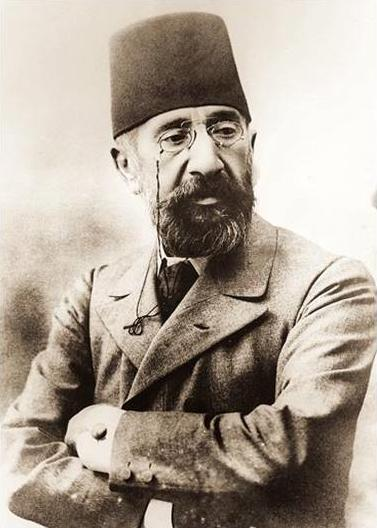
عثمان حمدي بيه، رائد علم الآثار العثماني

وبهدف استكشاف البئر بشكل تام، قامت السلطات بارسال بشارة أفندي كبير مهندسي الولاية في ذلك الوقت، الذي وجد بدوره ان قعر البئر عبارة عن غرفة صغيرة خالية (مدافن) تتوسّط غرفاً سبعة تحوي مجتمعةً سبعة عشر تابوتاً حجريّاً تنافس بعضها بعضا في الجمال والروعة. وهكذا بات من المؤكد أن أرض محمد الشريف تحوي في باطنها مقبرةً ملكيّة قل نظيرها! طار الخبر الى اسطنبول حيث كان الاهتمام بالآثار حينها على أوجه. فقد كان العثمانيون يبحثون في كل أراضي السلطنة عن آثار الأزمنة الغابرة لعرضها في متاحفهم الفتية وللتباهي بولادة علم الآثار المتخصص عندهم، الذي كان مفخرة الدول المتقدمة في ذلك الزمن وعلامة الدخول في الحداثة الغربية. قام السلطان عبدالحميد الثاني بإرسال عثمان حمدي بيه، مدير المتحف الأركيولوجي في اسطنبول، الى صيدا لتوثيق المكتشفات والإشراف على عملية نقلها الى اسطنبول. انطلق عثمان حمدي بيه الى صيدا في الثامن عشر من نيسان ليصلها في الثلاثين منه. وبعد خمسين يوماً، أي في العشرين من حزيران، كان يعتلي ظهر سفينته المنطلقة من شاطئ القملة عائدةً الى اسطنبول، وفي بطنها كنز من التوابيت والمقتنيات الأثرية الثمينة التي تعود لملوك صيدا القدماء. تم افتتاح الجناح الرئيسي في المتحف الأركيولوجي في اسطنبول في حزيران عام 1890 وكان هذا الجناح قد بُني خصيصاً لاستضافة آثار المقبرة الملكية في صيدا، وهو من تصميم المعماري الفرنسي-العثماني الكسندر فالوري. وما تزال هذه الآثار في مكانها حتى يومنا هذا في الجناح المخصص لها تحت عنوان: (مقبرة صيدا الملكية)، يتصدرها تابوت الاسكندر العظيم، جوهرة المتحف بلا منازع.

## التكليف بالمتحف
في 17 أغسطس 1887 أعلنت السلطات العثمانية ما يلي: ولأن صلابة ووزن الآثار التي تم العثور عليها مؤخراً في صيدا تجعل من دخولها وحمايتها داخل المتحف الإمبراطوري أمراً مستحيلاً، فإن هناك حاجة إلى قاعة جديدة  تم تعيين المهندس المعماري الفرنسي المشرقي ألكسندر فالوري ، وهو باحث في الهندسة المعمارية في مدرسة حمدي بك للفنون الجميلة والذي سبق له تصميم قصر يلدز ، لتصميم المبنى الجديد. بدأ البناء في عام  ، وتم توسيعه إلى طابقين في عام 1889، وافتتح في 13 يونيو 1891. وشمل تصميم المتحف عددا من العناصر المعمارية المستعارة من توابيت آية. وقد وصفت مجلة "خدمات الفنون" العثمانية مرارًا وتكرارًا المتحف الجديد بأنه وصل إلى مستوى المتاحف الكبرى في أوروبا الغربية. ويضم مبنى المتحف الجديد توابيت آية إلى جانب توابيت ولوحات أخرى كان المتحف قد جمعها سابقًا. كانت توابيت آية "أول مجموعة أثرية واسعة النطاق وكاملة نسبيًا من موقع واحد" في المتحف. يصف كتالوج المتحف لعام 1893 كيف تجاوز كل من التوابيت نظائره، وأنها توفر والقدرة على تصور تطور مثل هذه الأشكال الفنية مع مرور الوقت من خلال "سلسلة متواصلة من الفن الأيوني البدائي إلى الفن البيزنطي"؛ أظهر تابوت تابوت الفن الجنائزي المصري، والذي تم تكييفه لاحقًا مع التوابيت البشرية الفينيقية، وكلاهما حل محلهما لاحقًا الطراز اليوناني الروماني، مثل تابوت النساء الحداد وتابوت الإسكندر.  
ويضم مبنى المتحف الجديد توابيت آية إلى جانب توابيت ولوحات أخرى كان المتحف قد جمعها سابقًا. كانت توابيت آية "أول مجموعة أثرية واسعة النطاق وكاملة نسبيًا من موقع واحد" في المتحف. يصف كتالوج المتحف لعام 1893 كيف تجاوز كل من التوابيت نظائره، وأنها توفر والقدرة على تصور تطور مثل هذه الأشكال الفنية مع مرور الوقت من خلال "سلسلة متواصلة من الفن الأيوني البدائي إلى الفن البيزنطي"؛ أظهر تابوت تابوت الفن الجنائزي المصري، والذي تم تكييفه لاحقًا مع التوابيت البشرية الفينيقية، وكلاهما حل محلهما لاحقًا الطراز اليوناني الروماني، مثل تابوت النساء الحداد وتابوت الإسكندر.  

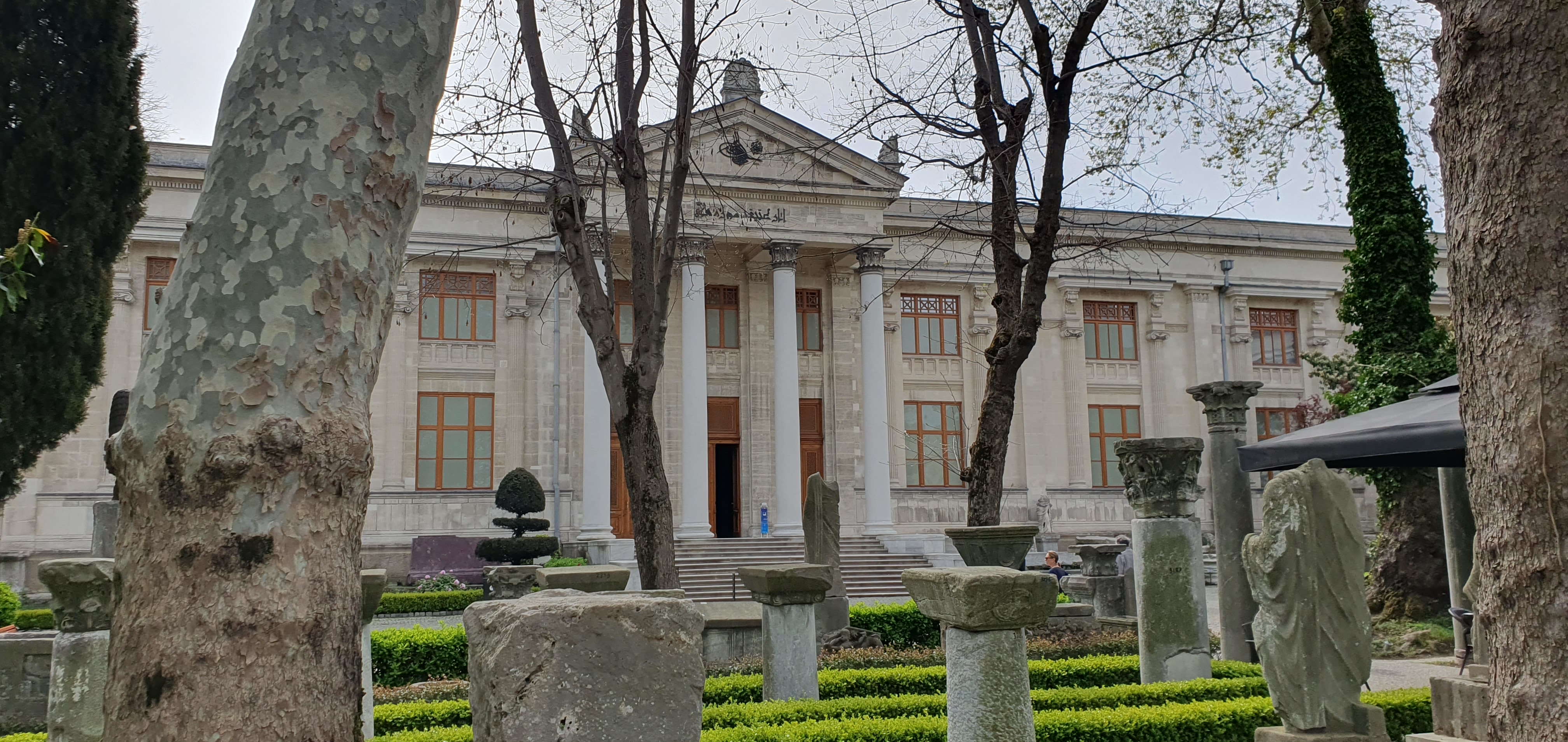
المتحف الأركيولوجي في اسطنبول

تقع المقبرة اليوم داخل منطقة الضم والفرز لمنطقة شرق الوسطاني حيث تجري عملية التخطيط والتصميم المدني حالياً. وهذا يفتح فرصة للنقاش الجدّي حول مستقبل مواقع كهذه ومصير ما اكتشف فيها، وعن الامكانيات التي قد تقدمها في تطوير المدينة ومساحاتها العامة وإعادة تشكيل وعي الصيداويين بتاريخ مدينتهم.

## الموقع
مدينة صيدا القديمة (صيدا الحديثة) هي مدينة ساحلية تقع على بعد 45 كم (28 ميل) جنوب بيروت على شرق البحر الأبيض المتوسط. يتكون نسيج المدينة من أسواق من العصور الوسطى، مما أعاق أي محاولة للتنقيب في طبقات المدينة القديمة الأساسية. وتقع الأرض التي اكتشفت فيها المقبرة في القيّاعة بمحاذاة نهر القملة في الوسطاني (بستان الياس الشيخ حالياً). على ارتفاع 35 مترًا، وعلى مسافة 500 متر من البحر. في وقت اكتشافها، كان يحدها من جانبها الشرقي نهر القملة ومنه قناة المياه التي زودت مدينة صيدا بالمياه، وعلى جوانبها الشمالية والغربية  والجنوبية بساتين أشجار فاكهة الليمون. كانت قطعة الأرض عند اكتشافها مستطيلة الشكل، بقياس 100 م × 250 م (330 قدمًا × 820 قدمًا)، وكانت مملوكة لمحمد الشريف، وهو من سكان صيدا، كانت قاحلة وغير مزروعة، ويوجد فيها بقايا جدار قديم مبني من الحجارة لاحظه إرنست رينان في مسحه. ويحدها من الغرب بستان كبير يعرف باسم بستان المغارة، وهو موطن لعدد من القصور المدفونه تحت الأرض. يقع مدخل هذه القصور في حديقة غرب موقع التنقيب ويمكن الوصول إليه عن طريق النزول بضع درجات. اكتشفت هذه المقابر في عام 1888 ووجد أنها تحتوي على مقابر من العصر المسيحي، بالإضافة إلى سيبس ورأس رخامي من العصر الروماني. وقد بيع الرأس الرخامي لجوزيف دوريجيلو مقابل 5 جنيهات. بعد ثلاث سنوات من استخراج التوابيت، زار إدموند دوريجيلو المنطقة، وأشار إلى أن القبر لم يكن محميًا وقد استخرج المزارعون المحليون صخوره.

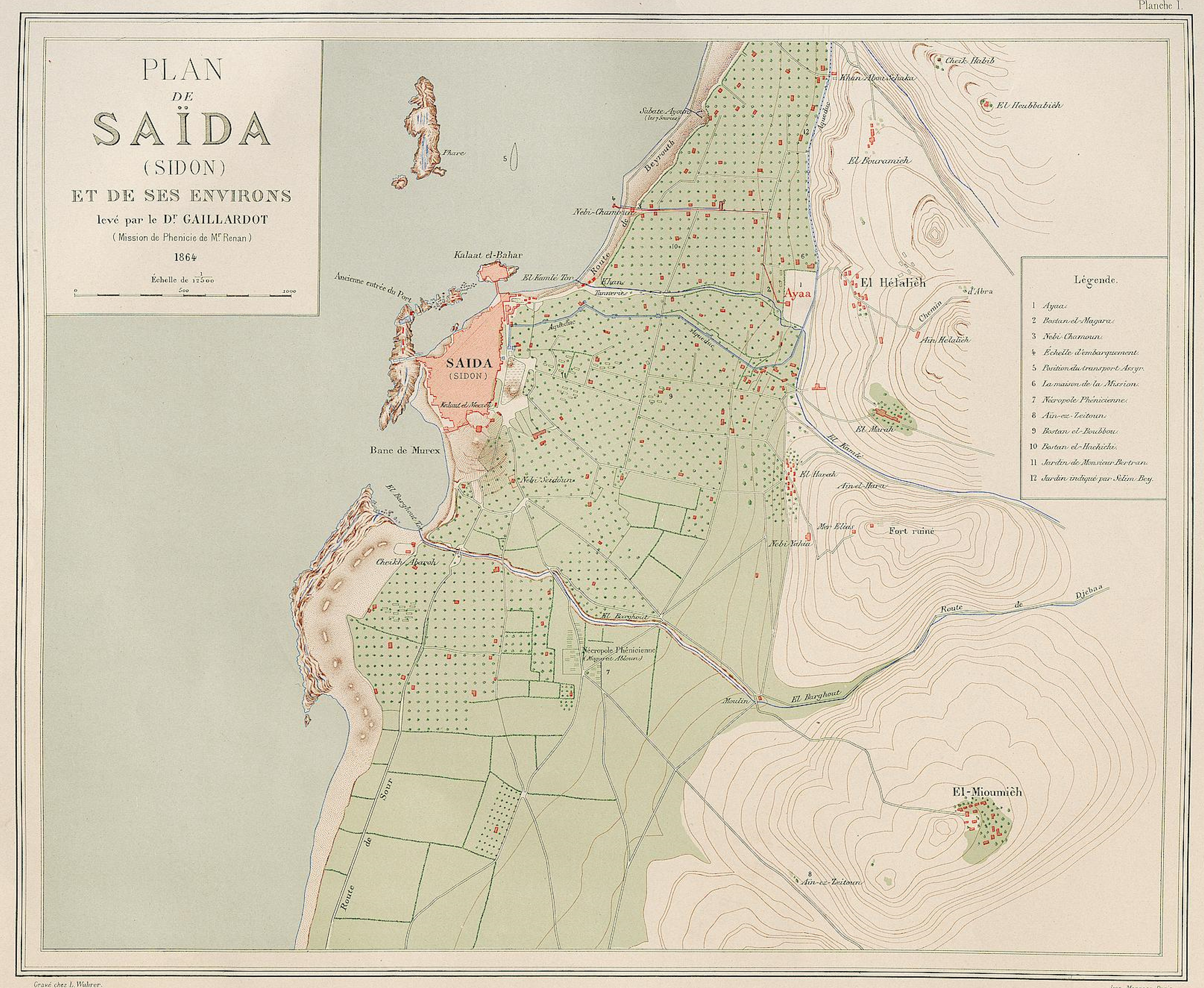
مقبرة صيدا (بعلامة "1" في الزاوية اليمنى العليا)
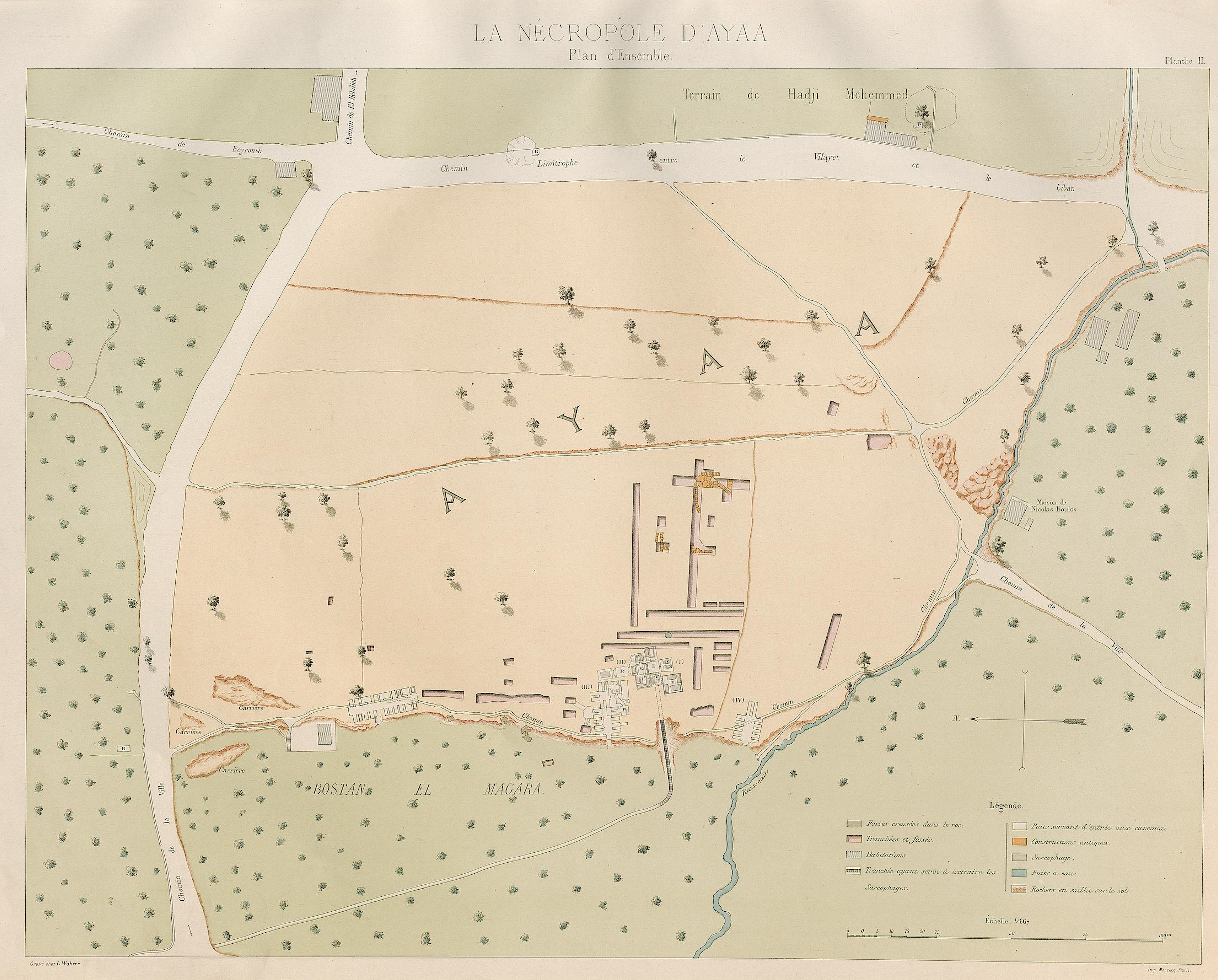
مخطط مقبرة صيدا

## وصف

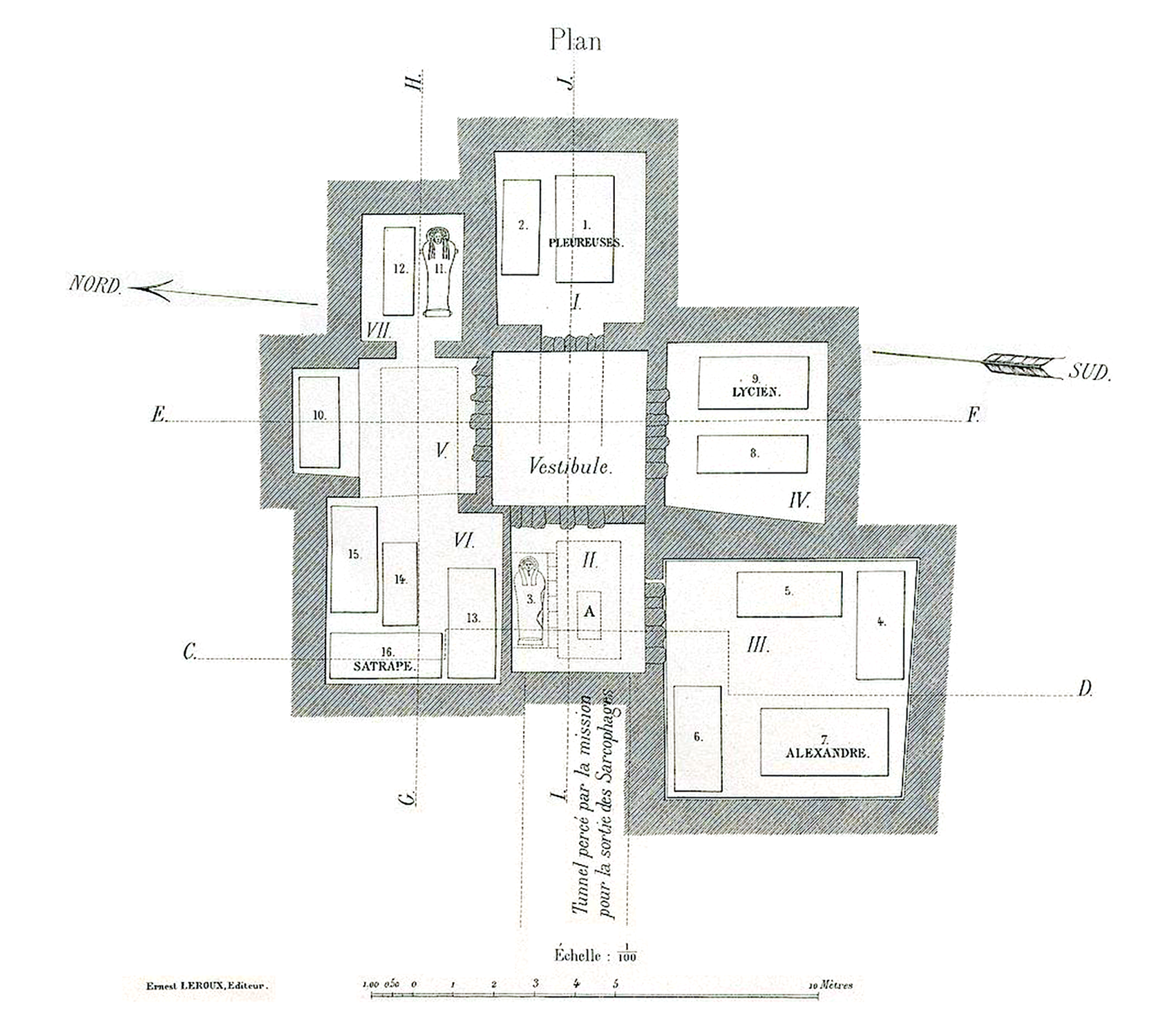
Hypogeum A by Hamdy Bey.

يمكن الوصول إلى الغرف الموجودة تحت الأرض من خلال عمود رأسي مربع ينتهي بردهة مركزية.كان عمق البئر، وصولاً إلى أرضية الدهليز، 10.2 مترًا (33 قدمًا)، بما في ذلك طبقة التربة التي يبلغ عمقها 1 متر. وعلى الجدار الشرقي للبئر، وعلى عمق 6 أمتار، وضعت ثلاثة صفوف من كتل الحجارة المقطوعة بشكل جيد لمنع انهيار العمود. يفتح الدهليز من الجوانب الأربعة، على أعماق متفاوتة، إلى أربعة أقبية جنائزية مختلفة، خصص لها حمدي بك أرقامًا رومانية أثناء تطهيرها: القبو الأول إلى الشرق، القبو الثاني إلى الغرب، القبو الرابع إلى الجنوب، القبو V إلى الشمال (انظر الرسم البياني المرفق). 

### قبو أنا
على الجدار الشرقي للدهليز يقع مدخل الحجرة الصخرية الأولى التي أطلق عليها حمدي بك اسم "المدفن الأول". كان للقبو 1 سقف منخفض بقياس 1.8 مترًا في الارتفاع، ويمكن الوصول إليه من خلال باب يبلغ ارتفاعه 1.7 متراً وعرضه 1.6 مترًا. كان مدخل هذا القبر مغلقًا بجدار، لكن المتسللين أزالوا العديد من حجارة البناء للدخول. يبلغ حجم القبو 4.25 م × 3.35 م، ويتسع تدريجيًا نحو الخلف ليصل إلى عرض 3.9 م.  يحتوي القبو 1 على ثلاثة توابيت. التابوت 1، المسمى "تابوت النساء الحداد"، مصنوع من الرخام الأبيض على الطراز الأيوني. تم تزيينه بمنحوتات تصور النساء الحداد. كان التابوت 2، المصنوع أيضًا من الرخام الأبيض، أصغر حجمًا بكثير وخاليًا من أي زخرفة. انتهكت كلا التابوتين: وكسر غطاء التابوت 1 في الزاوية الجنوبية الغربية ورفع غطاء التابوت 2، وتثبيته في مكانه بواسطة قطعة من عمود زخرفي تالف من التابوت 1. ولاحظ حمدي بك أن اللصوص لم يشكوا في وجود تابوت ثالث (يطلق عليه اسم التابوت 17) في نفس الغرفة. وهذا الأخير كان مصنوعًا من البازلت الأسود، وكان من أصل مصري؛ كان يقع أسفل التابوت 1 وتم اكتشافه لاحقًا أثناء تطهير القصور.

### المدفن الثاني والثالث
في مواجهة القبر الأول، على الجدار الغربي للبئر، كانت هناك غرفة ثانية (القبو الثاني)، بقياس 3.6 م × 3.4 م. كان مدخل هذا المدفن مُسورًا أيضًا وقد اخترق من قبل اللصوص. كان ارتفاع المدفن الثاني 2 م (6.6 قدم).  في منتصف القبو، حفرت حفرة مستطيلة، بقياس 1.5 م × 3 م، وعمق 2.35 م. في الجزء السفلي من هذه الحفرة الأولى، توجد حفرة مستطيلة أصغر حجمًا، بقياس 0.6 م × 1.1 م، و0.35 م، وكانت مليئة بالعظام البشرية. شمال هذه الحفر، عثر على مكان صغير جدًا مقطوع في الصخور ومختوم، بالكاد يستوعب تابوتًا بشريًا من الرخام الأبيض (التابوت 3) نهب أيضًا. يبلغ قياس هذا المكان 2.35 م × 1.2 م، ويبلغ ارتفاعه 1.2 م. كانت الحفرة الكبيرة المؤدية إلى هذا القبر الصغير مملوءة في البداية بالتربة، حيث وضعت طبقة منتظمة من الحجارة المستطيلة فوقه لتسوية القبر الثاني. يتيح من جنوب الفبو الثاني إمكانية الوصول إلى الغرفة الثالثة (القبو الثالث) من خلال باب بعرض 2.4 م (7.9 قدم). كان هذا القبو هو الأفضل والأكبر، حيث يبلغ عرضه 6.1 م (20 قدمًا) عند المدخل ويضيق إلى 6 م (20 قدمًا) في الخلف. كان طوله 6.4 م (21 قدمًا) وارتفاع السقف 2.75 م (9.0 قدمًا). وقد نحت أخدود صغير في الأرضية المحيطة بالجدران لتجميع المياه المتسربة. وكان يظهر على الجدران خط أحمر أفقي يشير إلى فتحات مستطيلة متباعدة بشكل متناظر. من المحتمل أن تكون هذه الفتحات مخصصة لاستيعاب عوارض كبيرة موضوعة أفقيًا عبر القبر، وربما لتأمين أغطية التابوت باستخدام الحبال. مثل جميع المقابر الأخرى، كان المدخل الأصلي محاطًا بسور، لكن مدخل هذه المقبرة المحددة أظهر براعة أكثر تعقيدًا. استخدمت كتلتين حجريتين ضخمتين مقطوعتين بدقة، بقياس 1.75 م × 0.55 م (5.7 قدم × 1.8 قدم) كعتبات. كانت هذه المقبرة تضم أربعة توابيت (التابوت 4، 5، 6، و7)، جميعها منهوبة. وكان أكبرها وأرقئها هو التابوت 7 (تابوت الإسكندر)، وهو مزين بنقوش بارزة استثنائية احتفظت بشكل مثير للإعجاب بطلائها متعدد الألوان. أما الثلاثة الأخرى، من نفس شكل تابوت الإسكندر، فكانت متطابقة تقريبًا ولكنها كانت بسيطة وتفتقر إلى أي أشكال منحوتة في أحواضها.

### المدفن الرابع

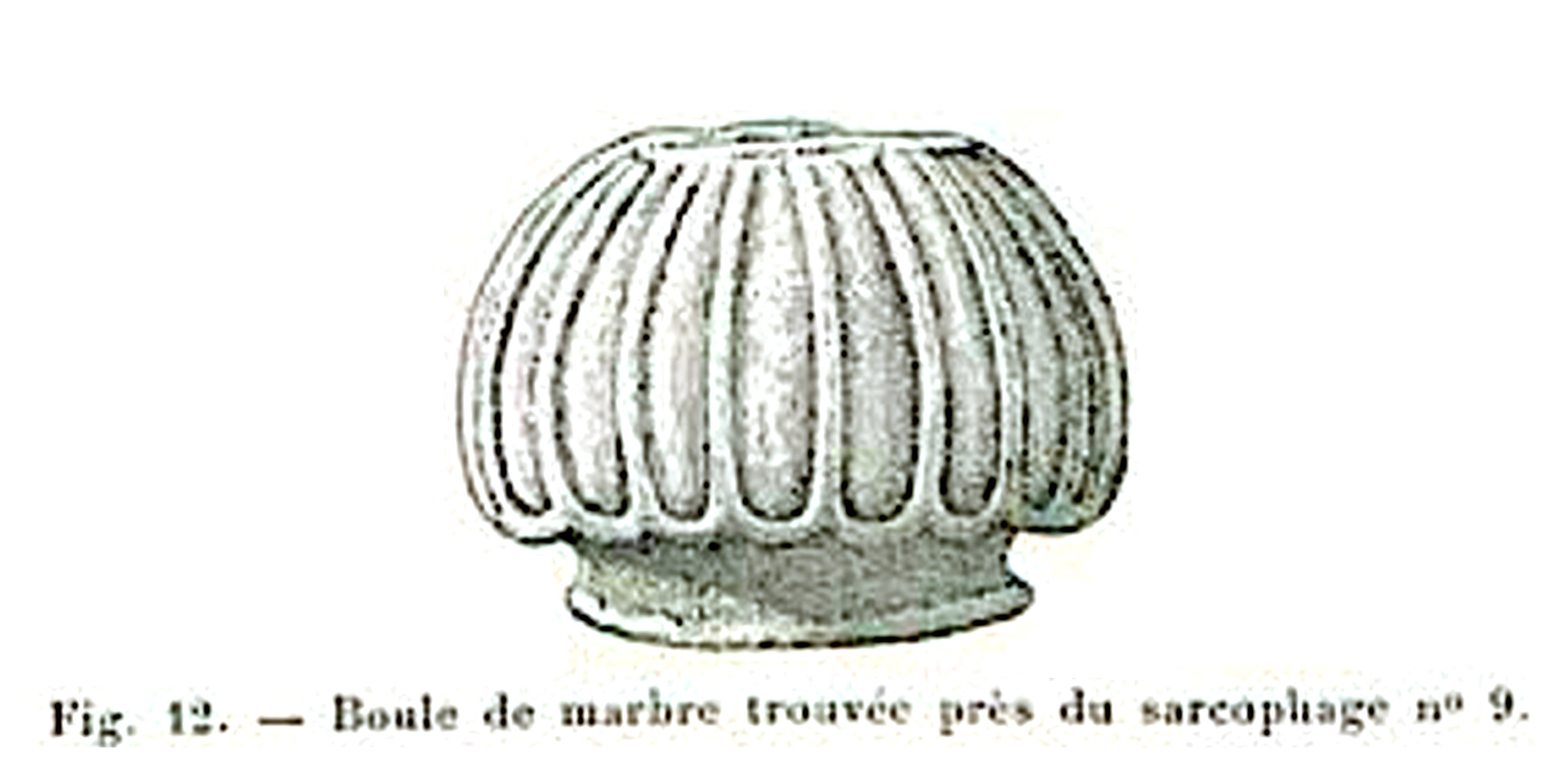
رسم تخطيطي لأحد العناصر الزخرفية الأربعة الموجودة في المدفن الرابع..

يفتح الجدار الجنوبي للدهليز على المدفن الرابع الذي نحت على ارتفاع 2 متر عن الغرف السابقة ويحتوي على تابوتين. كان ارتفاع القبو  3.5 مترًا وعرضه 4 أمتار عند المدخل، ويتسع إلى 4.5 مترًا في نهايته البعيدة. يبلغ ارتفاع مدخل هذه الغرفة 2.9 مترًا وعرضه 2.1 مترًا.  نحت التابوت الأول (التابوت 8) من الصخر البازلتي الأسود وذو تصميم بسيط. التابوت رقم 9، الملقب بالتابوت الليسي، كان مصنوعًا من رخام باريان.

### المدفن الخامس والسادس والسابع

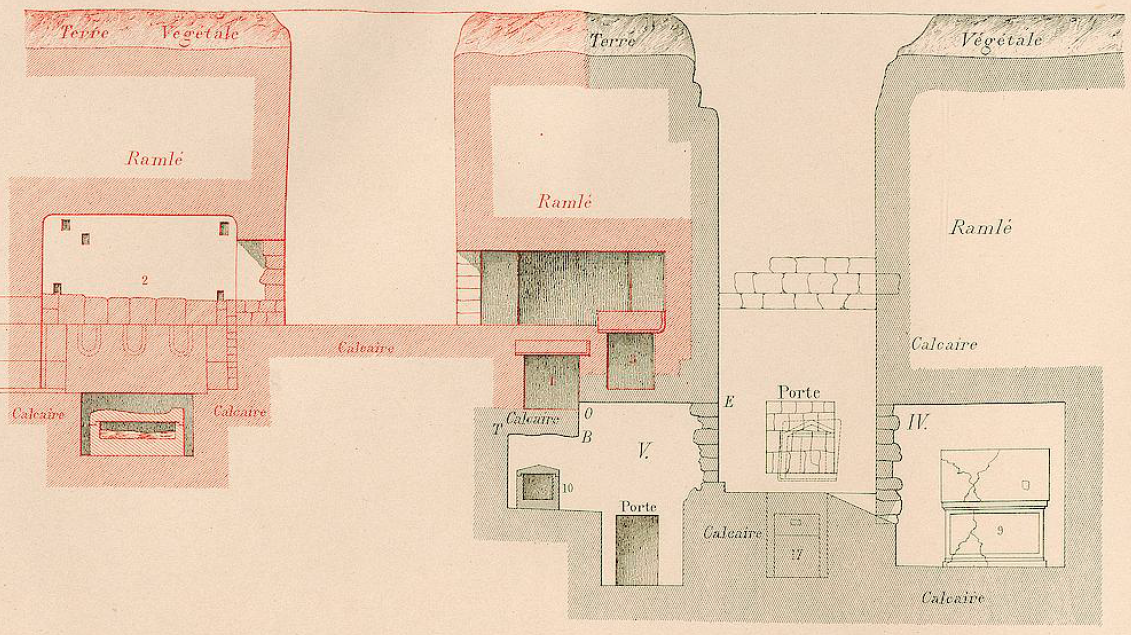

ينفتح الجدار الشمالي للدهليز على المدفن7، الذي كان في حد ذاته بمثابة دهليز يؤدي إلى المدفنين السادس والسابع. يبلغ حجم المدفن السابع 2 م × 3 م (6.6 قدم × 9.8 قدم) وقد نحت على عمق 2.1 م (6.9 قدم) تحت مستوى الدهليز الرئيسي. يضم جداره الشمالي مكانًا منحوتًا على ارتفاع 1.8 مترًا (5.9 قدمًا).  كان عمق هذا المكان 1.2 مترًا (3.9 قدمًا) وعرضه 2.7 مترًا (8.9 قدمًا) وارتفاعه 1.6 مترًا (5.2 قدمًا). كان الكوة تضم التابوت 10، المصنوع من الحجر الجيري البسيط ويتميز بتصميم بسيط، والذي تعرص للنهب أيضًا. عثر على مزهرية سليمة من من المرمر بجانب هذا التابوت. يمكن الوصول إلى المدفن السادس من خلال باب على الجدار الغربي للمدفن7. ويبلغ قياسه 4.7 م × 4.4 م (15 قدمًا × 14 قدمًا) ويبلغ ارتفاعه 2.7 م (8.9 قدمًا). وكان بداخله أربعة توابيت، جميعها مصنوعة من الرخام الأبيض، وقد كتب عليها تابوت حمدي بك رقم 13، و14، و15، و16. من بينها، كان التابوت رقم 16، المعروف باسم تابوت المرزبان، مزينًا بالمنحوتات، بينما كان لدى الثلاثة الآخرين تصميم بسيط ولكنه أنيق. تعرضت للنهب جميع التوابيت من هذا المدفن. المدفن السابع، الذي يفتح إلى الشرق من المدفن السادس، هو الأصغر على الإطلاق. يبلغ طوله 3.2 مترًا (10 قدمًا) وعرضه 2.5 مترًا (8.2 قدمًا)، ويبلغ ارتفاع السقف 1.8 مترًا (5.9 قدمًا) فقط. مثل اامدافن السابقة، كان هذا المدفن مسورًا. وكان يحتوي على تابوتين منهوبين (التابوتين 11 و12)؛  التابوت 11 هو تابوت على شكل إنسان مصنوع من الرخام الأبيض. أما الآخر، فهو بسيط التصميم، ومصنوع أيضًا من الرخام الأبيض، ويشبه في شكله التوابيت 2 و10 و14.

## أهم محتويات المقبرة
تابوت الاسكندر (رقم 7)

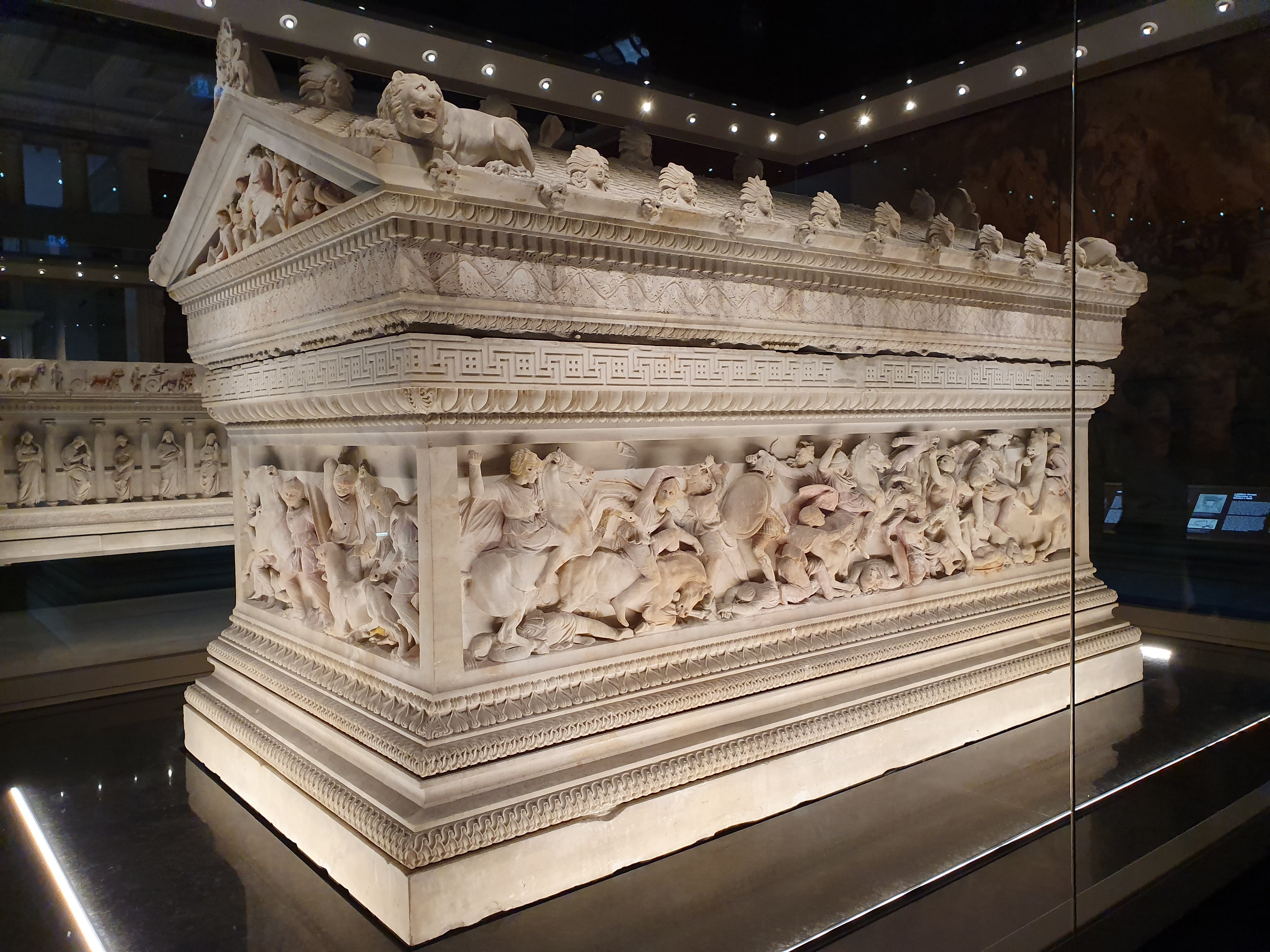
تابوت الاسكندر

يزن 15 طن- طول: 3.18 متر- عرض: 1.67 متر- ارتفاع: 1.90متر. يعتبر تابوت الكسندر من القطع الأثرية الأكثر أهمية في المتاحف الأثرية في اسطنبول وهو في الحقيقة يتمتع بين نوعه وتاريخانيته بفرادة مميزة على مستوى العالم. على الرغم من أنه يسمى تابوت الكسندر، إلا أنه لا يعود إلى الإسكندر الأكبر. فبعد سنوات طويلة من الدراسات، بات من المرجّح أنه يعود الى ملك صيدا “عبدالونيموس” (Abdalonymus) الذي عيّنه الاسكندر الأكبر نفسه. وسبب هذا الالتباس التاريخي في تحديد هوية صاحب التابوت يرجع الى المنحوتات التي تملأ جوانبه وتظهر بلا أي ريب الاسكندر الأكبر في وضعيات مختلفة. على أحد جانبي التابوت الطويلين، مشهد لمعركة بين الفرس و الإغريق، وهي تحديدا معركة “إيسوس” (Issus) التي وقعت في 333 ق.م. والتي انتصر فيها الاسكندر على الملك الفارسي داريوس الثالث وفتح على إثرها فينيقية وسوريا. هذه المعركة هي التي أوصلت عبدالونيموس الى عرش صيدا كونه قاتل فيها الى جانب الاسكندر. أما الجانب الآخر من التابوت فيصور الاسكندر في رحلة عنيفة لصيد الأسود. ان منحوتات التابوت هذه على درجة عالية من الدقة مما يشير الى أنها قد تكون نحتت في صيدا على يد فنانين محلّيين لأنه من المستبعد جداً نقل مثل هذا العمل المنحوت بدقة متناهية على هذه القطعة من الرخام الأبيض (بانتيليتش) من اليونان إلى لبنان دون تعرضه لأضرار.
تابوت النساء الحداد (رقم 1)

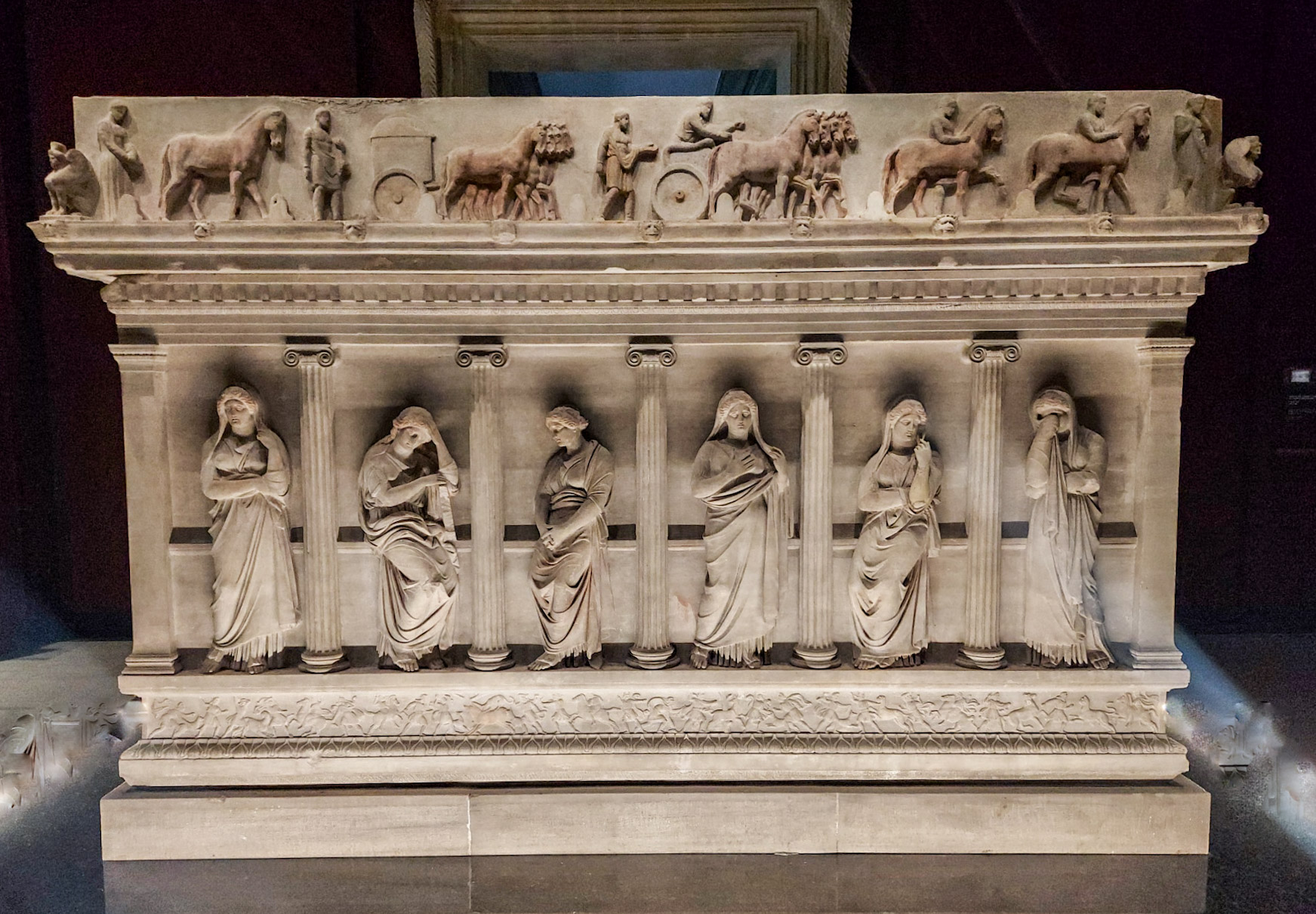
تابوت النساء الباكيات

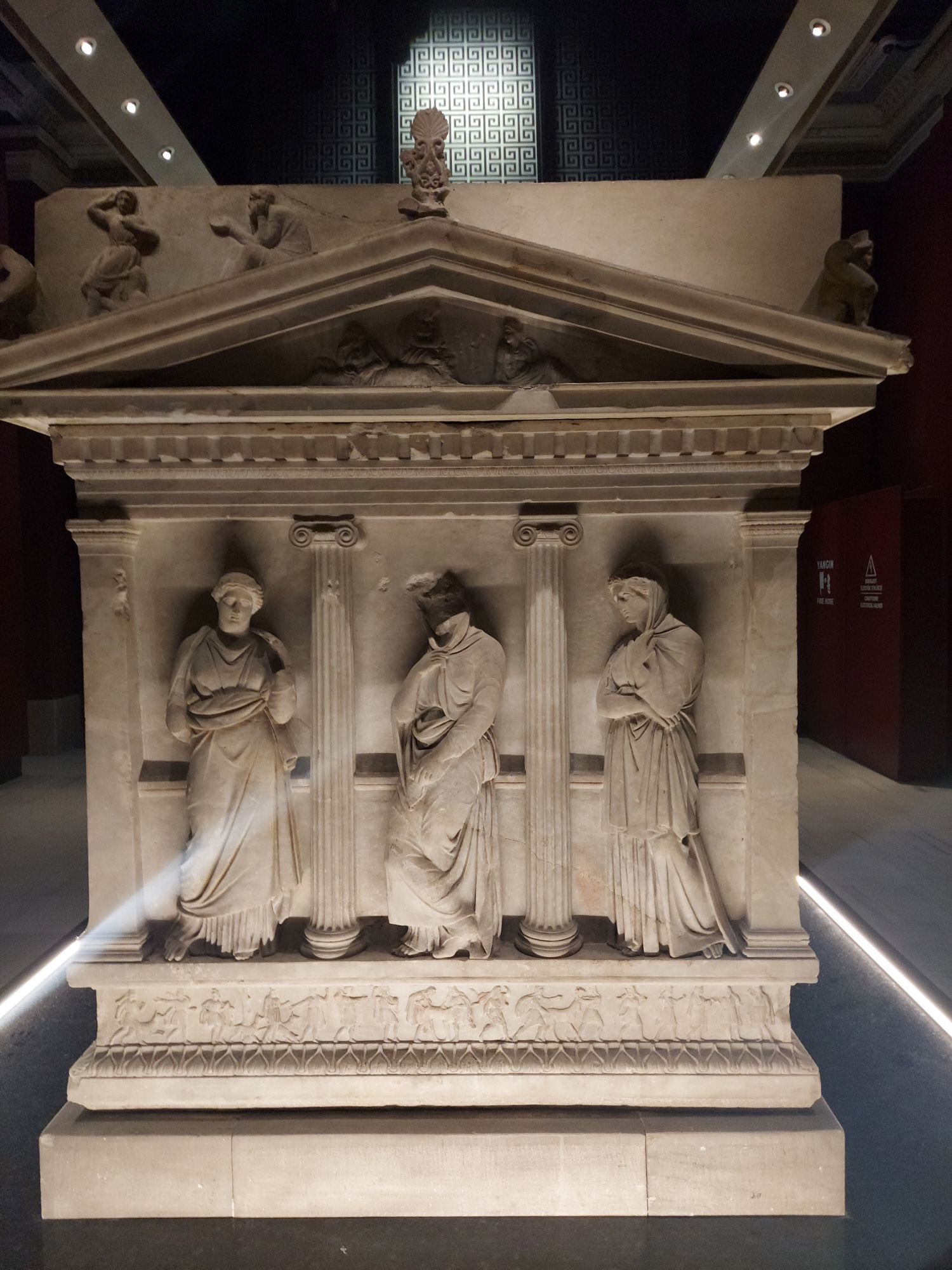
تابوت النساء الباكيات

طول: 2.68 متر- عرض: 1.38 متر- ارتفاع: 1.29متر،
يعتقد أن يكون التابوت لملك صيدا، ستراتون ( 374-358 قبل الميلاد)، وهو مصمم على شكل معبد أيوني. يشكل مثالاً للنحت اليوناني المطعّم بالتأثيرات الشرقية. استخدمت معالمه الهندسية في بناء المتحف الأركيولوجي في اسطنبول كما تظهر صورة المتحف أعلاه. ويعتقد أن التماثيل الثمانية عشر للنساء الحزينات بين الأعمدة تمثل زوجات الشخص الميت أو نساء الحرملك خاصته.
تابوت تابنيت (رقم 10)

جثة الملك تبنيت معروضة قي بستان أبيللا في صيدا

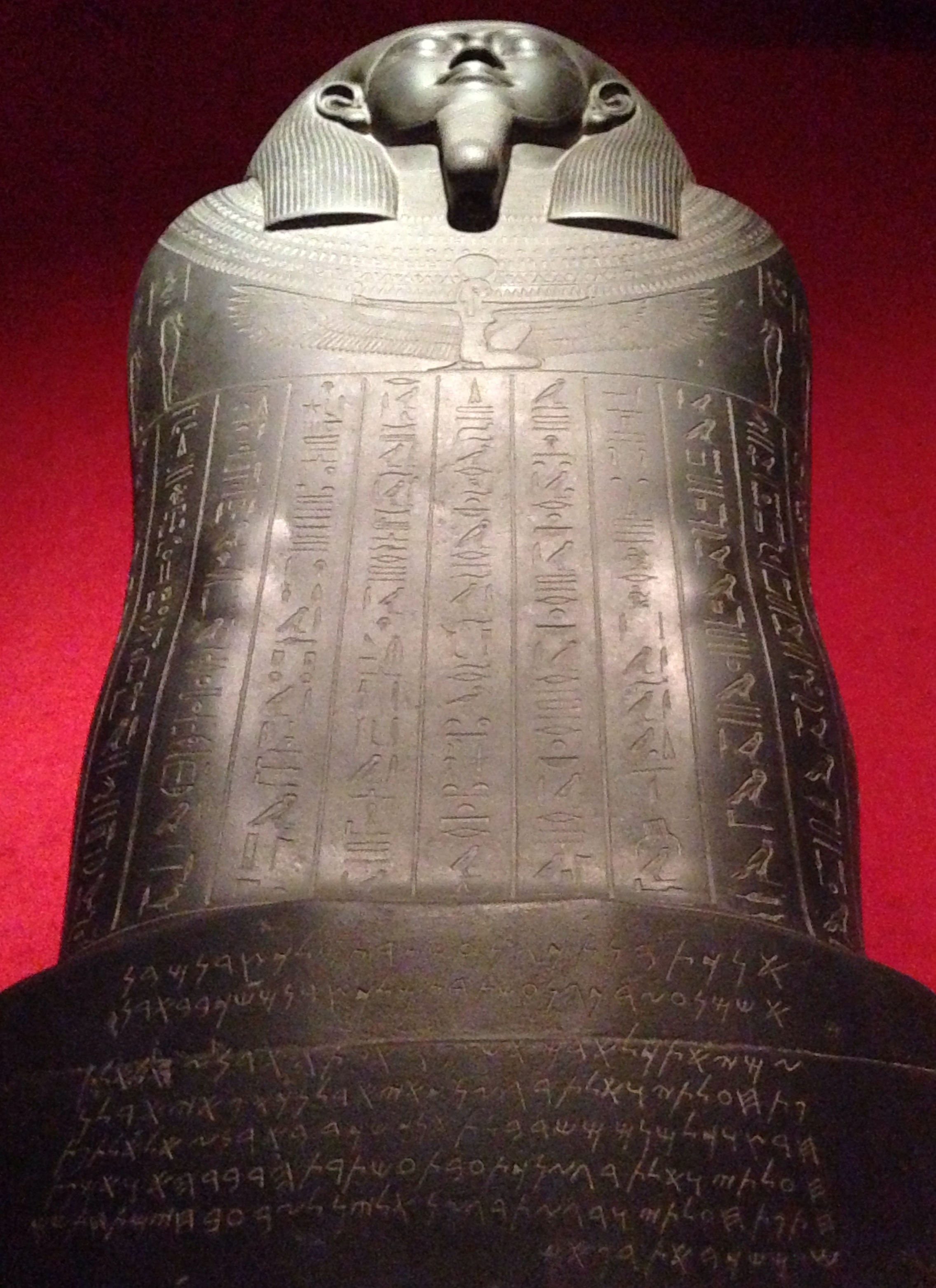
تابوت تابنيت

| مصنوع من البازالت ويخص ملك صيدا الفينيقي تبنيت (Tabnit) ، والد الملك إشمون عازر الثاني (Eshmunazar II). يزيّن التابوت اثنان من النقوش المنفصلة غير المتصلة – واحدة باللغة الهيروغليفية المصرية و أخرى باللغة الفينيقية. وعثر على جثة الملك تبنيت داخل التابوت عائمة في سائل التحنيط الأصلي ومحفوظة بشكل كبير. يذكر عثمان حمدي بيه في مذكراته انه أثناء تناوله للغداء، قلب العمال التابوت وسكب ماء التحنيط على الأرض عن طريق الخطأ وضاع بالتالي سر التحنيط في تراب صيدا! الجدير بالذكر أن التابوت الخاص بالملك إشمونازار الثاني (مشابه لتابوت والده) كان قد اكتشف عام 1855 في مغارة عبلون الأثرية في صيدا وهو معروض اليوم في متحف اللوفر | “أنا تبنيت، كاهن عشتروت وملك الصيداويين، إبن أشمون عازر، كاهن عشتروت وملك الصيداويين، أرقد في هذا التابوت؛ أناشد كل إنسان يكتشف هذا التابوت: لا تفتح غرفة دفني ولا تؤرقني، فليس هنالك من مال، ليس هنالك من ذهب، ليس هنالك من كنوز. هنا وحدي أرقد في هذا التابوت. لا تفتح غرفة دفني فهذا مقيت أمام عشتروت. إذا فتحت غرفة دفني، وإذا أزعجتني، قد لا يكون لديك ذرّية في الدنيا تحت الشمس ولا مرقد بين الأموات.”(مأخوذة عن ترجمة المؤرخ إرنست رينان الفرنسية للنقوش على تابوت الملك تبنيت) |

تابوت اللّيسي (رقم 9)

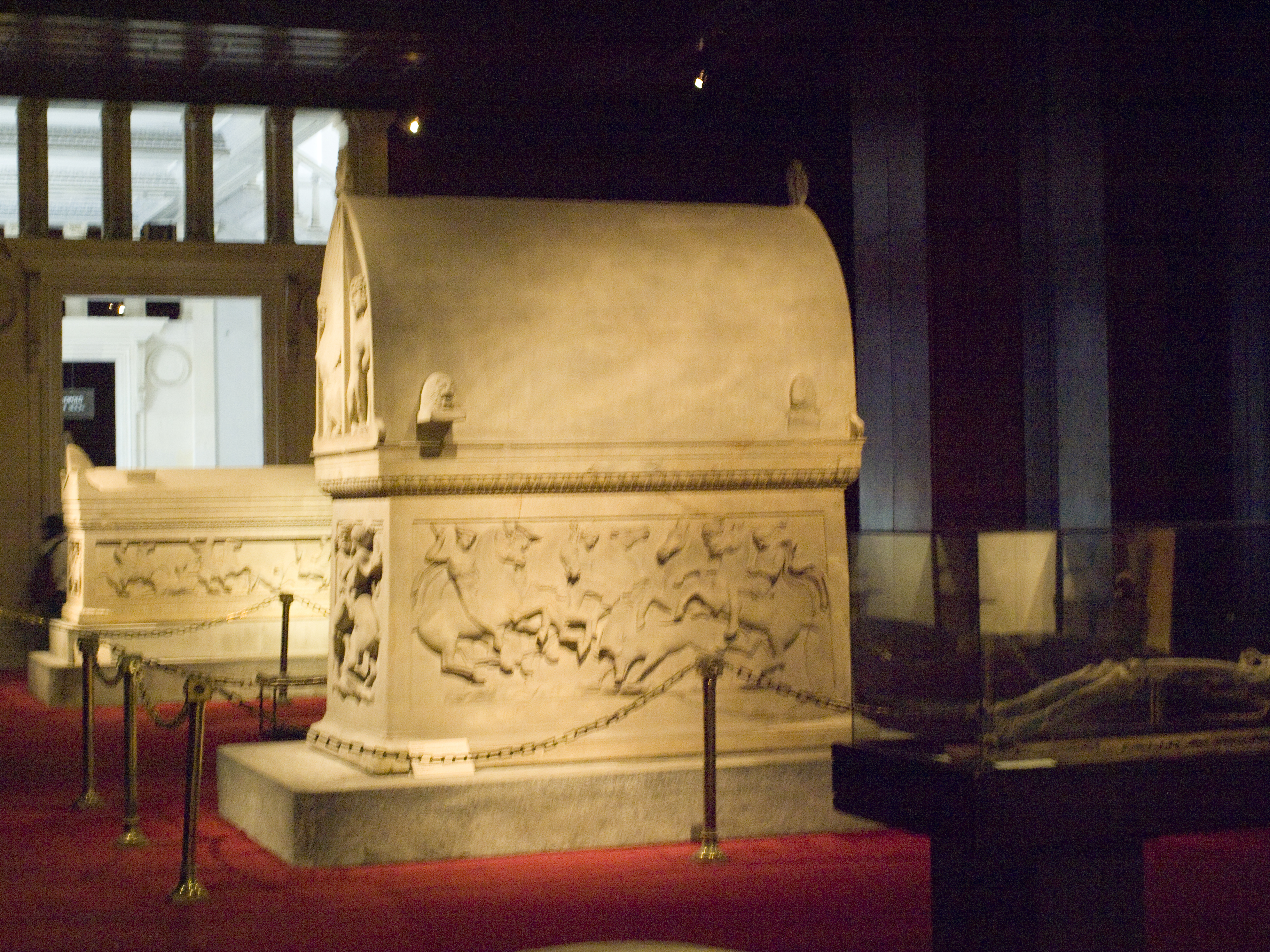
تابوت اللّيسي(Sarcophagus of the Lycian)

طول: 2.55 متر- عرض: 1.37 متر- ارتفاع: 1.34متر (دون الغطاء) هذا التابوت مصنوع من الرخام العاجي من باروس اليونانية. آثار الوان خفيفة من الأحمر والبني والأزرق ما تزال صامدة في ثنايا المنحوتا يصور جانبه الطويل الأول مشهد صيد: شابان يعتلي كل منهما عربة  يجرها أربعة خيول تنقض جميعها على أسد. الخيول الثمانية واثبة في الهواء، لا يطأ الأرض سوى حافر واحد لأحدها. الجانب الطويل الثاني يصور مطاردة  لخنزير. فيما تصهل الخيول متوثبة، يرفع خمس صيادين رماحهم ليرموا بها ذاك الخنزير.شكل التابوت، والنقوش المنحوتة عليه, خاصة تلك البارزة منه على شكل رؤوس حيوانات، وكذلك مشاهد الصيد الأسطورية، كل هذا يضع التابوت ضمن سلسلة توابيت منطقة ليسية في انطاكية.
تابوت المرزبان (رقم 16)
طول: 2.88 متر- عرض: 1.18 متر- ارتفاع: 1.44متر، هذا التابوت مصنوع من الرخام العاجي من جزيرة باروس اليونانية.

## قائمة بمحتويات المقبرة
| المدفن     | التابوت            | صورة | وصف التابوت | محتويات المدفن |
| ---------- | ------------------ | ---- | --- | --- |
| الأول      | #1 (النساء الحداد) |      | تابوت من الطراز الهيليني، على شكل معبد أيوني مصنوع من الرخام البنتيليكي مع نقوش متعددة الألوان. يقف الحوض الصغير على قاعدة بطول 0.4 متر (1.3 قدم) تتكون من شريط مسطح، من الأسفل إلى الأعلى، وصف من زخارف البيضة والسهام التي تؤطر نقشًا معقدًا يصور مشهد صيد، وقولبة وشريط مسطح نهائي بمثابة طيدة. يوجد فوق القاعدة صف من 14 عمودًا أيونيًا وأربعة أعمدة تخلد 18 شخصية نسائية في حالة حداد. الأعمدة يعلوها عتب. تبلغ أبعاد الحوض 2.68 م × 1.38 م (8.8 قدم × 4.5 قدم) وارتفاعه 1.29 م (4.2 قدم). يبلغ حجم الغطاء 2.87 م × 1.56 م (9.4 قدم × 5.1 قدم) وارتفاعه 0.4 م (1.3 قدم). يتميز بنقش بارز لموكب جنائزي، وأقواس، وأبي الهول، وأكرتوتيريا، وتسعة ماسورة تصريف على شكل رؤوس أسد. ولا تزال آثار الطلاء متعدد الألوان موجودة على أجزاء من غطاء التابوت والحوض. الأبعاد وفقًا لهتزل: الحوض 2.659 م × 1.385 م (8.72 قدم × 4.54 قدم) و1.28 م (4.2 قدم) أبعاد الغطاء: 2.789 م × 1.497 م (9.15 قدم × 4.91 قدم) وغطاء مرتفع 50 سم (20 بوصة). | التابوت 1: بقايا بشرية وجماجم سبعة كلاب سلوقية وإبزيم من البرونز. تابوت 2 بقايا بشرية فقط. |
| الأول      | #2                 |      | نوع ثيكا مصنوع من الرخام الأبيض العادي. وقد سرقت ولم تحتوي إلا على عدد قليل من العظام. وقرر حمدي بيك ترك الأمر على حاله، وندم فيما بعد على قراره. | التابوت 1: بقايا بشرية وجماجم سبعة كلاب سلوقية وإبزيم من البرونز. تابوت 2 بقايا بشرية فقط. |
| تحت الأول  | #17 (ام عشترت )    |      | الحجر الأسود على الطراز المصري. | التابوت 1: بقايا بشرية وجماجم سبعة كلاب سلوقية وإبزيم من البرونز. تابوت 2 بقايا بشرية فقط. |
| الثاني     | #3                 |      | رخام أبيض يشبه الإنسان يحتوي على عظام بشرية. | التابوت 3: منتهك، يحتوي على عظام بشرية فقط. كان هناك أيضًا لوح من الجميز، تم تشكيله ليناسب قاع الحوض الصغير. يحتوي هذا اللوح على أربعة عشر ثقبًا متماثلًا محفورًا بطوله على كل جانب. يبلغ طوله 1.9 مترًا (6.2 قدمًا) ويبلغ عرضه عند الطرف العلوي 26 سم (10 بوصات)، ويتناقص إلى 22 سم (8.7 بوصة) وعند نهاية القدم. الحفرة الموجودة في نفس القبو الثاني؛ كانت مملوءة بالكامل بالعظام، ولم يتم العثور على أي أشياء بينها. |
| الثالث     | #4                 |      | رخام بنتلي، على شكل معبد يوناني. الأبعاد: 2.62 م × 1.38 م (8.6 قدم × 4.5 قدم) و1.15 م (3.8 قدم). وجوه حوض غير مزخرفة. منقوش بالحرف الفينيقي 𐤀. | رأس تيراكوتا صغير في الخندق وميدالية فضية، تمثال تيراكوتا جالس فقد رأسه. |
| الثالث     | #5                 |      | رخام بنتلي، على شكل معبد يوناني. الأبعاد: 2.64 م × 1.42 م (8.7 قدم × 4.7 قدم) و1.12 م (3.7 قدم). وجوه حوض غير مزخرفة. منقوش بالحرف الفينيقي 𐤁. | رأس تيراكوتا صغير في الخندق وميدالية فضية، تمثال تيراكوتا جالس فقد رأسه. |
| الثالث     | #6                 |      | رخام بنتلي، على شكل معبد يوناني. الأبعاد: 2.80 م × 1.20 م (9.2 قدم × 3.9 قدم) و1.13 م (3.7 قدم). وجوه حوض غير مزخرفة. | رأس تيراكوتا صغير في الخندق وميدالية فضية، تمثال تيراكوتا جالس فقد رأسه. |
| الثالث     | #7 (الكسندر)       |      | رخام بنتليك. أبعاد الحوض 3.02 م × 1.51 م (9.9 قدم × 5.0 قدم) وارتفاع 1.26 م (4.1 قدم). أبعاد الغطاء: 3.05 م × 1.55 م (10.0 قدم × 5.1 قدم) وارتفاع 0.69 م (2.3 قدم). | رأس تيراكوتا صغير في الخندق وميدالية فضية، تمثال تيراكوتا جالس فقد رأسه. |
| الرابع     | #8                 |      | تابوت من البازلت الأسود الضخم والثقيل، تم تركه في مكانه، لأنه وفقًا لهاندي باي "لم يكن ثقيلًا للغاية فحسب، بل كان يفتقر أيضًا إلى أي زخرفة منحوتة"." الأبعاد: 2.6 م × 1.2 م (8.5 قدم × 3.9 قدم) وارتفاع 1.26 م (4.1 قدم). كان عرض جدران التابوت 32 سم (13 بوصة) مما جعله ثقيلًا للغاية. تحتوي على عظام متحللة وبقايا جمجمة. | أربعة عناصر زخرفية من رخام باريان يعتقد حمدي بك أنها كانت بمثابة دعم لتابوت صغير. المقاسات 9×12 سم. |
| الرابع     | #9 (الليسية)       |      | وجدت متضررة على نطاق واسع. إنه مصنوع من رخام باريان، ويشبه أشكال المقابر الليسية الأوغيفية، مثل قبر بايافا، ومن هنا اسمه. التابوت مزين بالنقوش، النقوش الجانبية توضح صيد الأسود والخنازير، بينما النقوش الموجودة في النهاية تظهر قتال القنطور وأبي الهول. الحوض الصغير: 2.37 م × 1.195 م (7.78 قدم × 3.92 قدم) وارتفاع 1.34 م (4.4 قدم). الغطاء 2.425 م × 1.265 م (7.96 قدم × 4.15 قدم) وارتفاع 1.625 م (5.33 قدم). | أربعة عناصر زخرفية من رخام باريان يعتقد حمدي بك أنها كانت بمثابة دعم لتابوت صغير. المقاسات 9×12 سم. |
| الخامس     | #10                |      | تابوت حجري بسيط يعادل رقم 2 | لا شيء |
| السادس     | #13                |      | رخام بسيط | وعاء برونزي. المزهريات والأوعية المصنوعة من الطين والمرمر. |
| السادس     | #14                |      | ثيكا بسيطة، تشبه الأرقام 2 و10 و12 | وعاء برونزي. المزهريات والأوعية المصنوعة من الطين والمرمر. |
| السادس     | #15                |      | رخام بسيط | وعاء برونزي. المزهريات والأوعية المصنوعة من الطين والمرمر. |
| السادس     | #16 (المرزبان)     |      | تابوت على شكل معبد يوناني، مصنوع من رخام باريان. تبلغ أبعادها 2.88 م × 1.18 م (9.4 قدم × 3.9 قدم) وارتفاعها 1.44 م (4.72 قدم). لا يزال يحمل آثار الطلاء الأزرق. زينت قاعدة الحوض بصف من الزخارف على شكل قلب، بينما يتميز الجزء العلوي بصفوف من اللؤلؤ والعناصر البيضاوية. أربع لوحات منحوتة، محاطة بشريط من السعيفات، تزين وجوه التابوت. إنها تمثل مشاهد مأدبة ورحلة ومطاردة الأسد. | وعاء برونزي. المزهريات والأوعية المصنوعة من الطين والمرمر. |
| السابع     | #11                |      | رخامي أنثروبويد، شخصية أنثوية | لا شيء لكن في التابوت 11 حوضًا يحتوي على 29 خرزة قلادة مصنوعة من الذهب والفضة، و3 تمائم عين من العقيق، و6 خرزات زجاجية. تسقط كمية كبيرة من الزئبق في قاع حوض التابوت. |
| السابع     | #12                |      | رخام أبيض ثيكا بسيط، يشبه الأرقام 2 و10 و14 تحتوي على بقايا بشرية. ليس من الاهتمام واليسار في الموقع. الأبعاد: 2.2 م × 0.8 م (7.2 قدم × 2.6 قدم) الارتفاع غير موثق. | لا شيء لكن في التابوت 11 حوضًا يحتوي على 29 خرزة قلادة مصنوعة من الذهب والفضة، و3 تمائم عين من العقيق، و6 خرزات زجاجية. تسقط كمية كبيرة من الزئبق في قاع حوض التابوت. |
| هيبوجيوم ب | تابنيت             |      | منقوشة بالكتابة الهيروغليفية المصرية والكتابة الفينيقية | |

## أنظر أيضا
- تابوت أشمونعازر الثاني
- أشمون عازر الثاني
- تابوت تابنيت
- اللغة الفينيقية
- فينيقيا
- صيدا
- تاريخ صيدا
- الإمبراطورية الأخمينية